# Malattia di Sever
La  malattia di Sever  è una forma di osteocondrosi che riguarda il calcagno e le cui manifestazioni ricordano una malattia (in questo caso a carico della tuberosità tibiale) chiamata sindrome di Osgood-Schlatter.

## Epidemiologia
Si manifesta principalmente nei bambini quando lo sviluppo della struttura scheletrica è ancora in corso, nel primo decennio di età, provoca un dolore della parte terminale del calcagno.

## Sintomatologia
I sintomi tipici sono dolore, arrossamento e tumefazione.

## Esami
La radiografia in questo caso può portare ad una diagnosi errata, mostra frammentazione.

## Terapia
Il trattamento prevede impacchi di ghiaccio, riposo, utilizzo di apparecchi di supporto.